# Retinopathia solaris
Die Retinopathia solaris bezeichnet Netzhautschäden (im engen Sinne) durch Sonnenstrahlung oder (im weiteren Sinn) durch Strahlung aller Art.

## Definition
Die Retinopathia solaris ist eine Schädigung (altgriechisch: -pathie = Leiden) der Netzhaut (lateinisch: retina) durch Licht. Diese kann beim Betrachten einer Sonnenfinsternis (lateinisch: sol = Sonne) ohne Schutzvorrichtung, bei Betrachtung der Sonne mit einem Fernrohr, im Drogenrausch oder bei Bestrahlung des Auges mit einem Laserlicht auftreten. Meist ist die Stelle des schärfsten Sehens betroffen, also der Gelbe Fleck (Macula lutea), da sich hier besonders viele Photorezeptoren befinden.
Das Wort Retinopathie bezeichnet nichtentzündliche Retinaveränderungen. Aus historischen Gründen werden diese nichtentzündlichen Krankheitsbilder gelegentlich auch als Retinitis bezeichnet.

## Pathophysiologie
Bei erweiterter Pupille (Mydriasis, zum Beispiel im Drogenrausch) kommt es bei einer Erwärmung um etwa 22 Grad Celsius zu einer thermischen Schädigung. Bei normaler, also infolge des Lichts verengter, Pupille (Miosis) kommt es bei einer Expositionsdauer von über 90 s zu einem photochemisch bedingten begrenzten Makulaödem im Bereich der Fovea centralis.

## Symptome
Das Sehvermögen (Visus) ist deutlich eingeschränkt. Ein zentraler Gesichtsfeldausfall (Zentralskotom) und Fehlwahrnehmungen (Metamorphopsien) sind typisch.

## Diagnostik
Bei der Untersuchung des Augenhintergrunds (Funduskopie, Retinoskopie, Skiaskopie) finden sich zahlreiche etwa 200 µm große runde gelbliche Läsionen, die zumeist foveanah auftreten. Zur Diagnostik und zur Beurteilung der teils nur sehr diskreten morphologischen und funktionellen Veränderungen bietet sich die Durchführung einer optischen Kohärenztomografie (OCT) an.

## Vorbeugung
Sonnenbrillen und andere Schutzbrillen sollen die Strahlenbelastung der Augen reduzieren und so die Netzhautschäden verringern. Durch ihre Tönung können sie aber eine mehr oder weniger ausgeprägte Mydriasis verursachen und so die Strahlendosis noch vergrößern, wenn ihre Gläser nicht mit entsprechenden Lichtfiltern ausgestattet sind. Außerdem sind eine Expositionsprophylaxe oder wie zum Beispiel bei den Eskimos spezielle Schneebrillen mit extrem schmalen horizontalen Sehschlitzen und im Extremfall sogar lichtdichte Augenbinden (beidseitige Augenklappen oder Augenverbände) in Erwägung zu ziehen. Seit kurzem können moderne ungetönte Alltags-Brillengläser einen gewissen UV-Schutz bieten. Selbsttönende sogenannte phototrope Gläser verdunkeln sich dagegen mit zunehmender Lichtstärke; ohne einen zusätzlichen Lichtfilter steigt hier jedoch die Gefahr einer Retinopathie. Außerdem gibt es Sonnenschutzfolien für Fenstergläser und Tönungsfolien für Windschutzscheiben.

## Therapie
Eine gesicherte Behandlung ist nicht etabliert, der Nutzen von Kortison ist umstritten. In Abhängigkeit vom Ausmaß der Schädigung kann sich im Verlauf von einigen Monaten das Sehvermögen vollständig wiederherstellen. Bei stärkerer Schädigung mit Visusbeeinträchtigungen von 90 % bleiben Ausfallserscheinungen zumindest partiell zeitlebens bestehen.

## Retinopathia actinica
Differentialdiagnostisch ist die aktinische Retinopathie (Retinopathia actinica, von altgriechisch ακτίς aktis, „Strahl“, aktinisch: durch Strahlung hervorgerufen) abzugrenzen. Hier entsteht ein zentrales Ödem auf der Netzhaut als Folge einer starken Blendung durch Sonnenlicht oder Bogenlampen. Eventuell kommt es auch noch zu Makulazysten und zu einem Makulaforamen. Im Klinischen Wörterbuch von Willibald Pschyrembel wird (anders als in anderen Wörterbüchern) zwischen beiden Krankheitsbildern nicht unterschieden. Nach dem Lexikon Medizin ist die Retinopathia solaris eine Unterart oder Spezialform der Retinopathia actinica, denn die pathogenen Strahlen werden in Sonnenstrahlen und andere Strahlen eingeteilt. Obwohl die aktinische Retinopathie dann ein Oberbegriff wäre, hat sie keine eigene ICD-10-Nummer; sie wird gar nicht erwähnt.

## Strahlenschäden
In schweren Fällen kann eine absolute oder relative Schneeblindheit nicht nur auf einer Conjunctivitis nivalis (lateinisch nix, nivis = Schnee; nivalis = schneeig), sondern auch auf einer (durch die Reflexion der Sonnenstrahlen von großen sonnenbeschienenen Schneefeldern direkt in das Augeninnere bewirkten) bleibenden oder vorübergehenden Netzhautschädigung beruhen. Die Albedo ist ein Maß für dieses Rückstrahlvermögen (Reflexionsstrahlung). Die Conjunctivitis nivalis gilt als akute Form der Conjunctivitis photoelectrica, welche durch kurzwellige Strahlen zum Beispiel beim elektrischen Schweißen oder durch Quarzlampen ausgelöst werden kann. Strahlenschäden durch ionisierende Strahlen können auch in den Netzhautzellen auftreten. Man spricht auch von der Photosensitivität und von der Phototoxizität.
In der Augenheilkunde sind Gesundheitsschäden aufgrund der (insbesondere beruflichen oder militärischen) Exposition durch optische Strahlungen in Form von so genannten Blaulichtemissionen durch aktinische UV-A-Strahlen mit Netzhautverbrennungen gefürchtet. Man spricht von der Blaulichtstrahlung und der Blaulichtgefährdung. Es gibt eine europäische EU-Richtlinie für die Gefährdungsbeurteilung von künstlichen optischen Strahlen beziehungsweise Laserstrahlen im zivilen und militärischen Bereich. Es ist mit einer Weiterentwicklung der optischen Strahlungstechnologie zu rechnen (Blendlampen, Blendwaffen, Blendgranaten, Energiewaffen). Auch starke Laserpointer können zu Netzhautschäden führen. Künstliche Strahlungsquellen verursachen aktinische Retinopathien, auch weil die Augenlinsen die Strahlen unmittelbar auf die Netzhäute fokussieren. Eine eingeschränkte Akkommodation, eine Pupillenstarre und eine Pupillotonie vergrößern die Schäden.